# ATI Rage

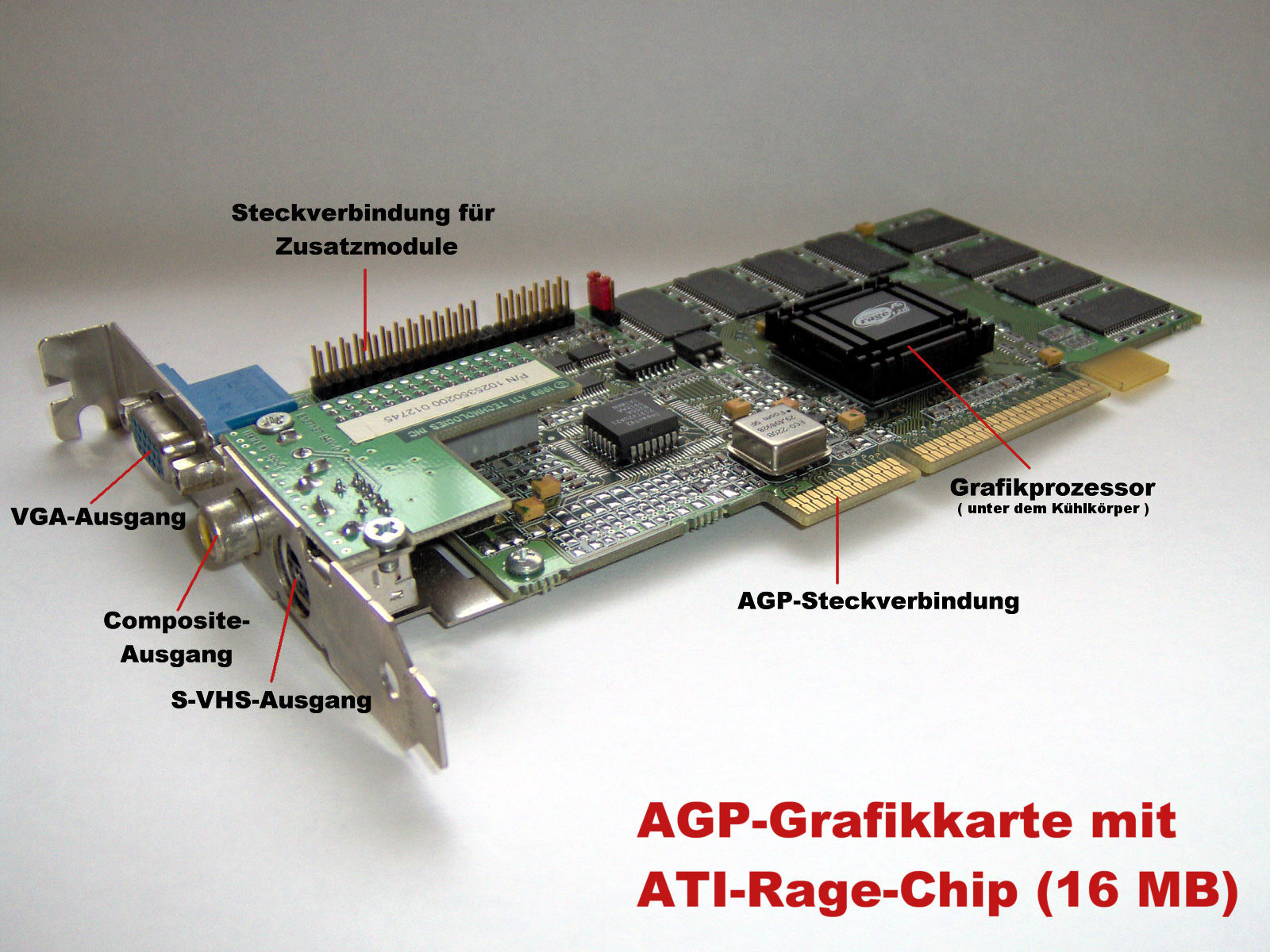
Eine AGP-Grafikkarte mit einem Rage-128-Grafikprozessor

Rage ist die Bezeichnung der Firma ATI Technologies für ihre ersten 3D-Grafik-Chips.

## Geschichte
ATI hatte mit diesen Chips auf dem Markt der Spiele-Grafikkarten nur mäßigen Erfolg und war zeitweise von massiven Treiberproblemen geplagt. Die mit diesen Chips ausgestatteten Karten waren jedoch im SOHO-Bereich weit verbreitet, da sie kostengünstig verfügbar waren und zumeist eine sehr gute analoge Signalqualität aufwiesen. Insbesondere als Onboard-Grafik von Server-Hauptplatinen wurden Chips der Rage-Familie, u. a. wegen der geringen Ansprüche an die Stromversorgung, noch häufig bis ins Jahr 2007 eingesetzt. Inzwischen wurden sie jedoch von einem reinen 2D-Chip, dem ES1000, abgelöst.
ATI benutzte den Namen Rage für eine Vielzahl von Chips, die auf verschiedenen Grafikkarten zum Einsatz kamen.
Der im April 1999 erschienene Rage 128 Pro war schon AFR-tauglich, und auf der Rage Fury MAXX kamen zwei der Chips zum Einsatz.
Der ursprünglich als Rage 6 geplante Chip wurde als ATI Radeon 7000 veröffentlicht und läutete eine neue Generation ein.

## Modelle der Grafikchips

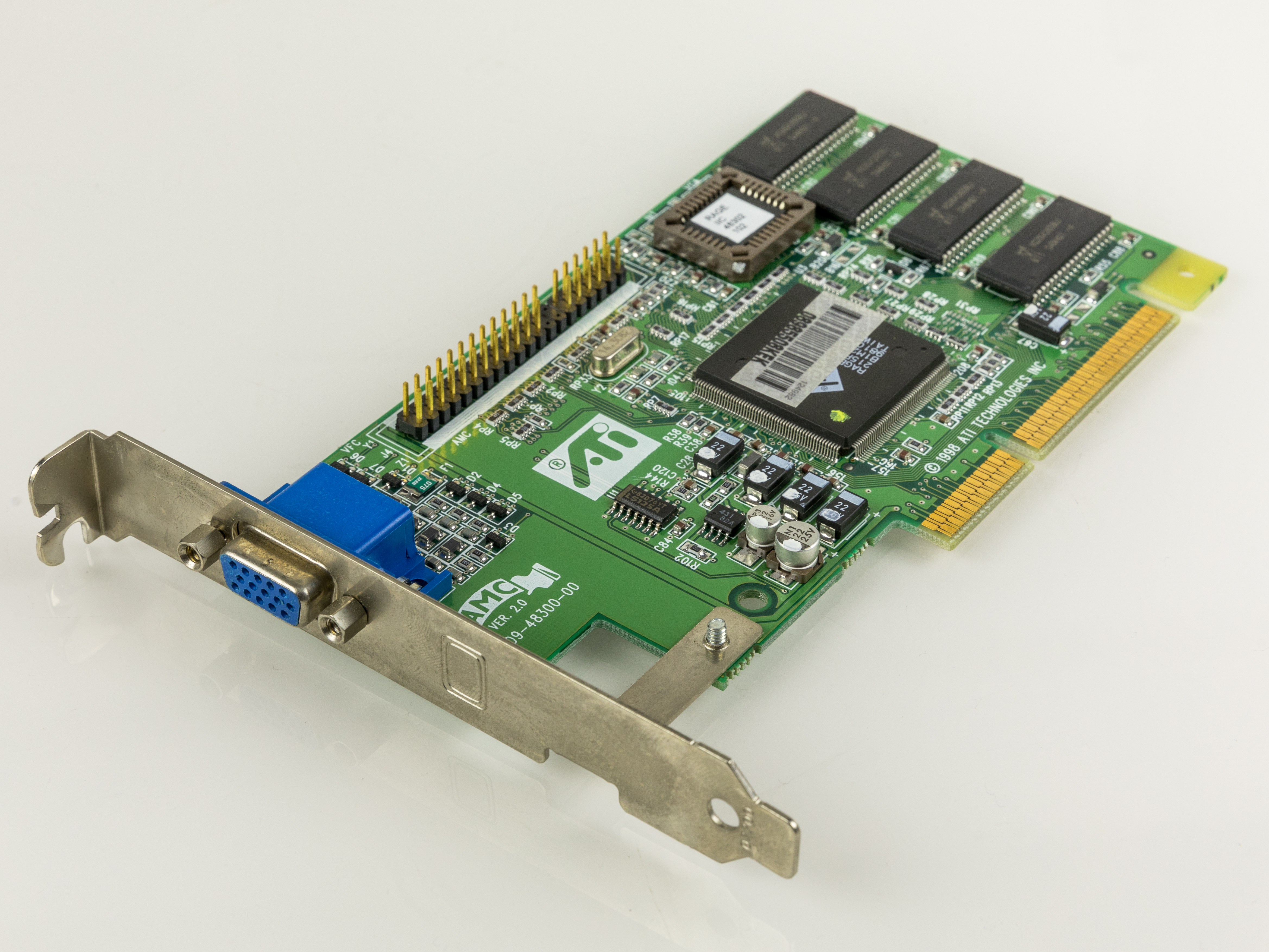
ATI-Grafikkarte mit 3D Rage IIc

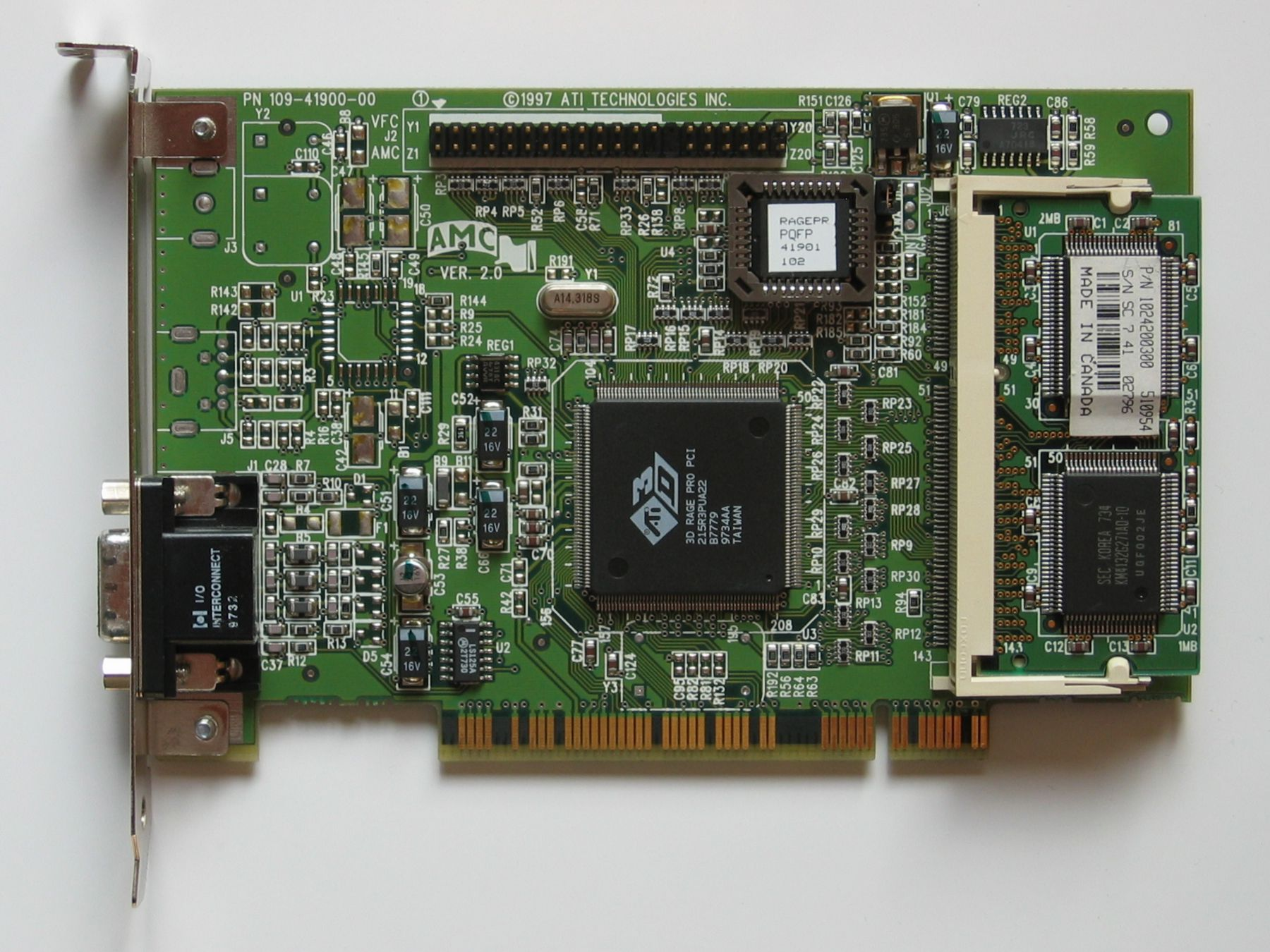
ATI-Grafikkarte mit 3D Rage Pro, PCI-Version mit Speichererweiterung auf 8 MB

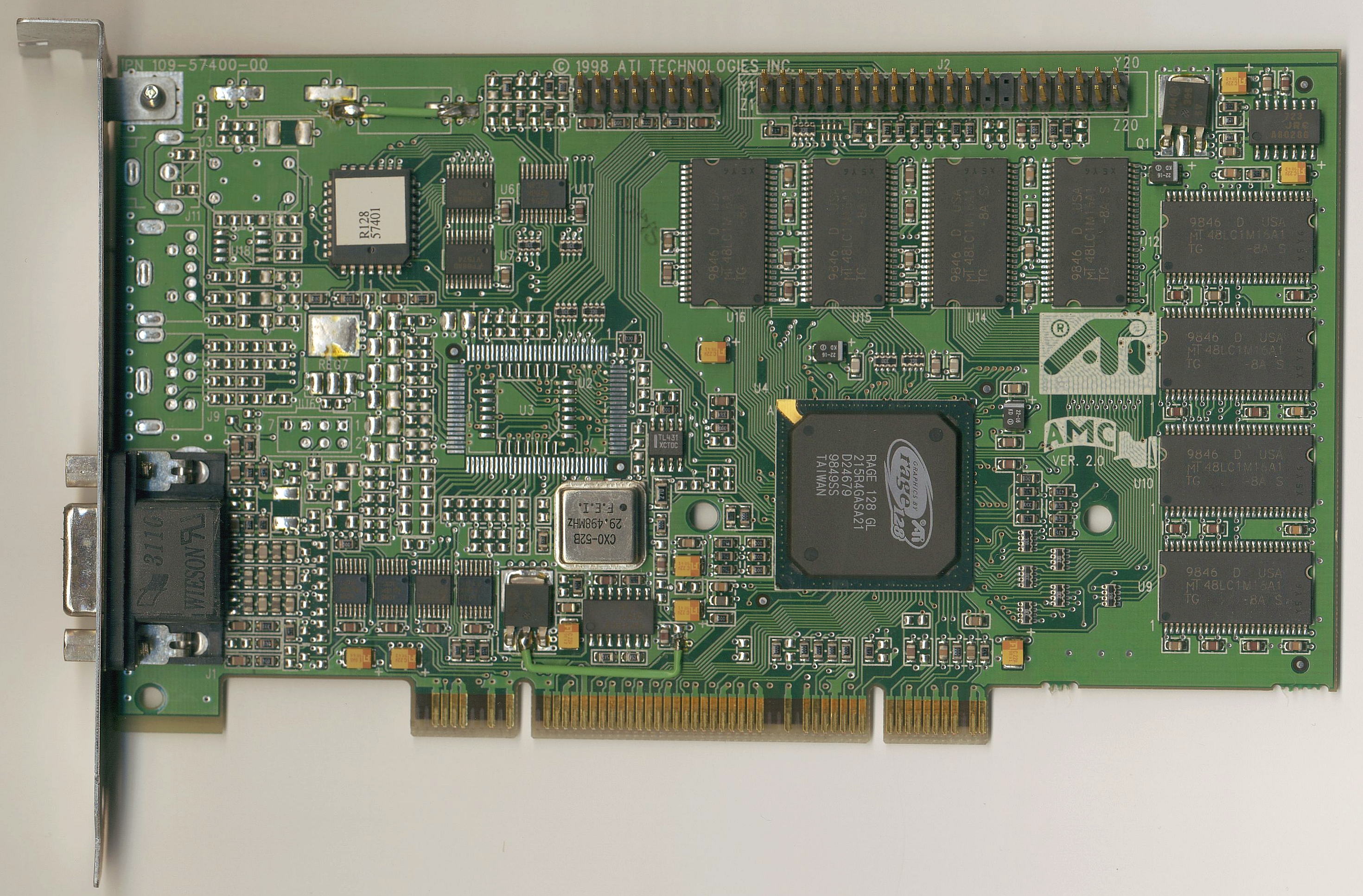
ATI-Grafikkarte mit Rage128 GL

### Desktop (chronologisch)
- 3D Rage (I)
- 3D Rage II, II+, II+DVD, IIc,
- 3D Rage Pro, Rage XL
- Rage 128, Rage 128 Pro

### Notebook
basierend auf Rage LT
- Rage Mobility M (4 MB RAM im Chip)
- Rage Mobility M1 (8 MB RAM im Chip)
- Rage Mobility P (bis zu 8 MB RAM extern)

basierend auf Rage 128
- Rage Mobility 128 (AGP 2X)
- Rage Mobility M4 (AGP 4X)

### Server
- Rage XL

## Modelle der Grafikkarten
- Rage Magnum (Rage 128)

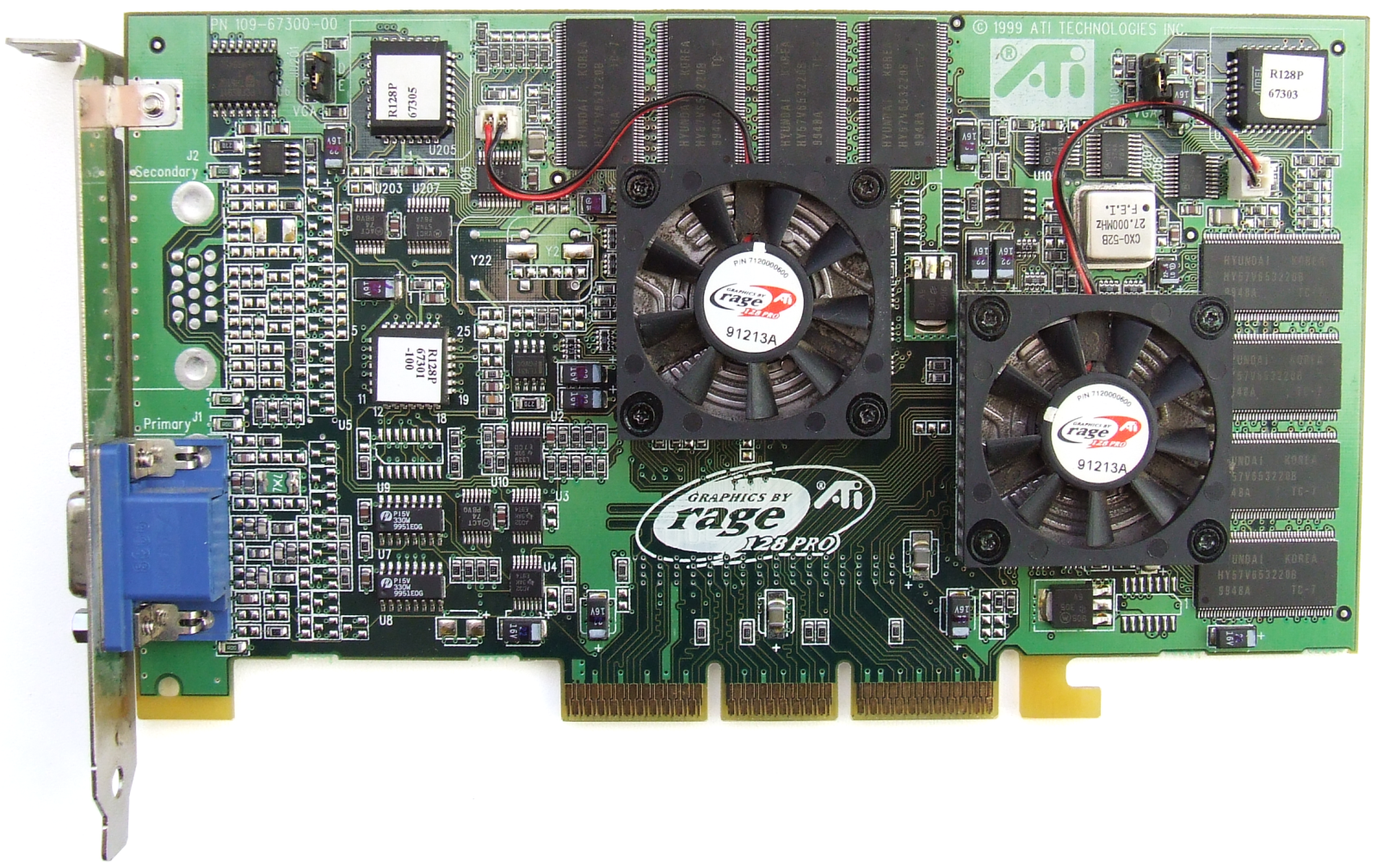
ATI Rage Fury MAXX

- Rage Fury MAXX (2× Rage 128 Pro, 2× 32 MB) (Oktober 1999)
- Rage Fury Pro (Rage 128 Pro)
- Rage Fury (Rage 128)
- XPERT 128 (Rage 128)
- XPERT 2000 PRO (Rage 128 Pro, bis 32 MB)
- XPERT 2000 (Rage 128, bis 32 MB)
- XPERT 99 (Rage 128; 8 MB)
- XPERT 98 (Rage Pro)
- XPERT @ PLAY (Rage Pro)
- XPERT @ WORK (Rage Pro)
- XPERT LCD (Rage Pro)
- XPERT XL (Rage Pro)
- 3D Pro Turbo (Rage II)
- Xpression + PC2TV (Rage 3D)
- 3D Charger (Rage 3D)
- Xpression (Rage 3D)
- Rage Pro Turbo (AGP 2x)
- Rage Pro LT AGP 2x (onboard)
- Rage XL